# London and North Western Railway
La London and North Western Railway (LNWR) era una grande compagnia ferroviaria britannica che ha operato tra il 1846 e il 1922.

## Storia
La LNWR venne costituita il 16 luglio 1846 con la fusione delle precedenti compagnie Grand Junction Railway, London and Birmingham Railway e Manchester and Birmingham Railway. Collegava Londra con Birmingham, Crewe, Chester, Liverpool e Manchester. Tra il 1909 e il 1922, la LNWR intraprese un vasto programma di elettrificazioni della sua rete suburbana intorno a Londra.
Dal 1923 divenne parte della London, Midland and Scottish Railway (LMS) e in seguito alla nazionalizzazione del 1948 le sue linee costituirono la divisione ferroviaria della regione London Midland delle British Railways.
La LNWR operava anche su linee marittime attraverso il Mare d'Irlanda tra Holyhead e Dublino, Howth e Kingstown.

## Altri progetti

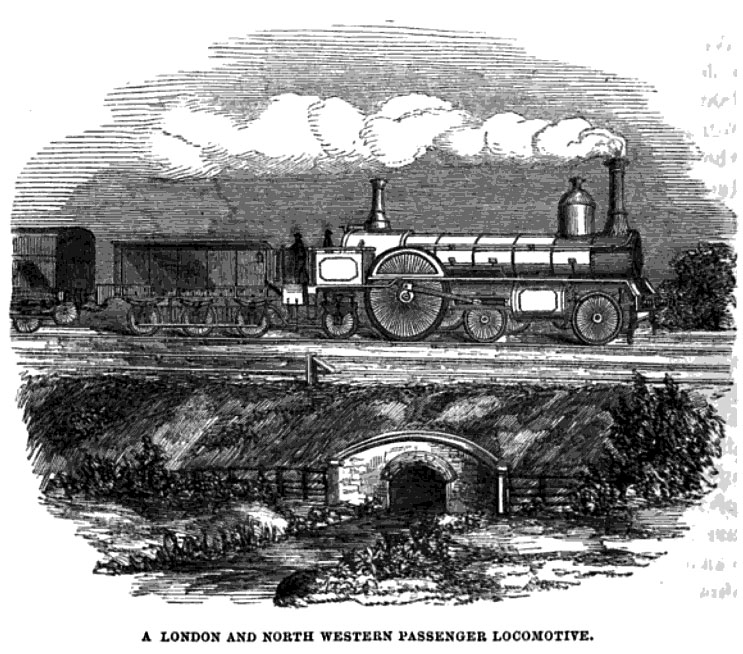
Illustrazione del 1852 di un treno passeggeri della LNWR